# Carlos González Gallo
Carlos Eduardo González Gallo (Montevideo, 2 maggio 1930 – Montevideo, 18 luglio 2018) è stato un cestista uruguaiano.

## Carriera
Con l'Uruguay ha disputato i Giochi olimpici di Melbourne 1956.